# نيكولاس تورنر
نيكولاس تورنر (3 أغسطس 1983 في نيوزيلندا - ) (بالإنجليزية: Nicholas Turner)‏ هو لاعب كريكت نيوزلندي.

## وصلات خارجية
- نيكولاس تورنر على موقع إي آس بي آن كريك إنفو (الإنجليزية)